# Sclamischot

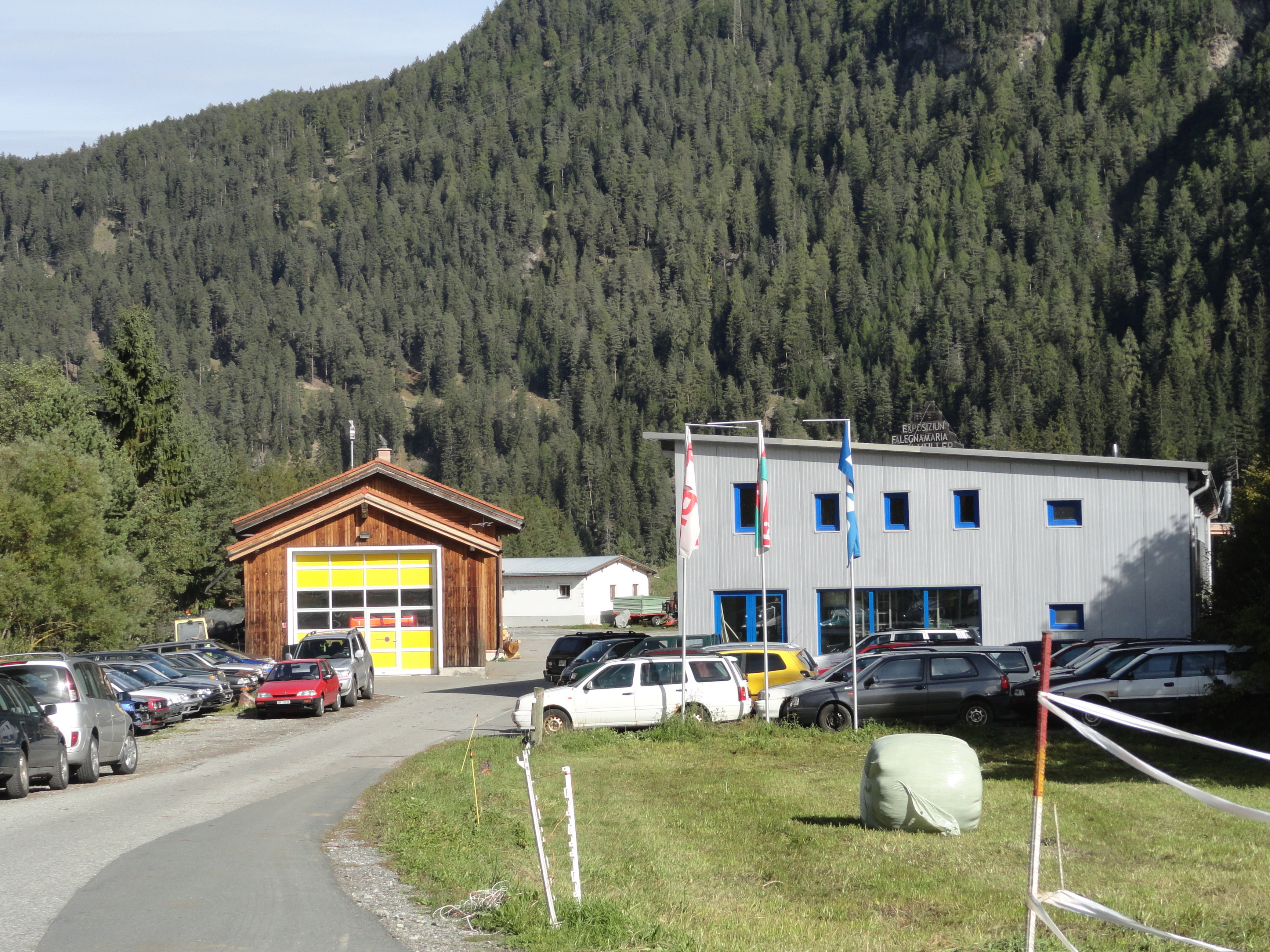
Gewerbegebiet

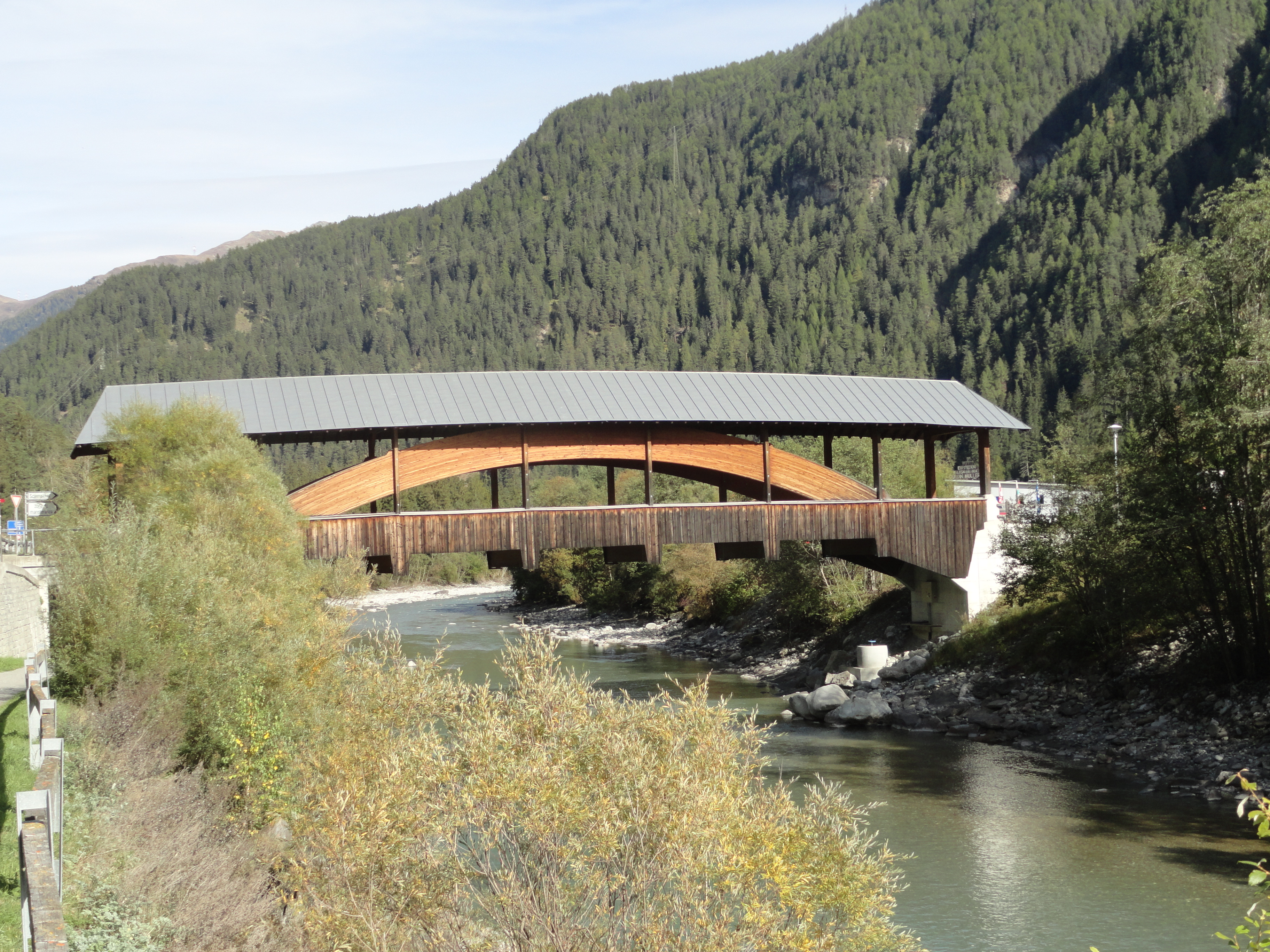
Holzbrücke nach Sclamischot

Sclamischot ([ˌʃklaməˈʒɔt]ⓘ, rätoromanisch im Idiom Vallader) ist eine Fraktion der Ortschaft Strada im Unterengadin und gehört mit dieser politisch zur Gemeinde Valsot.

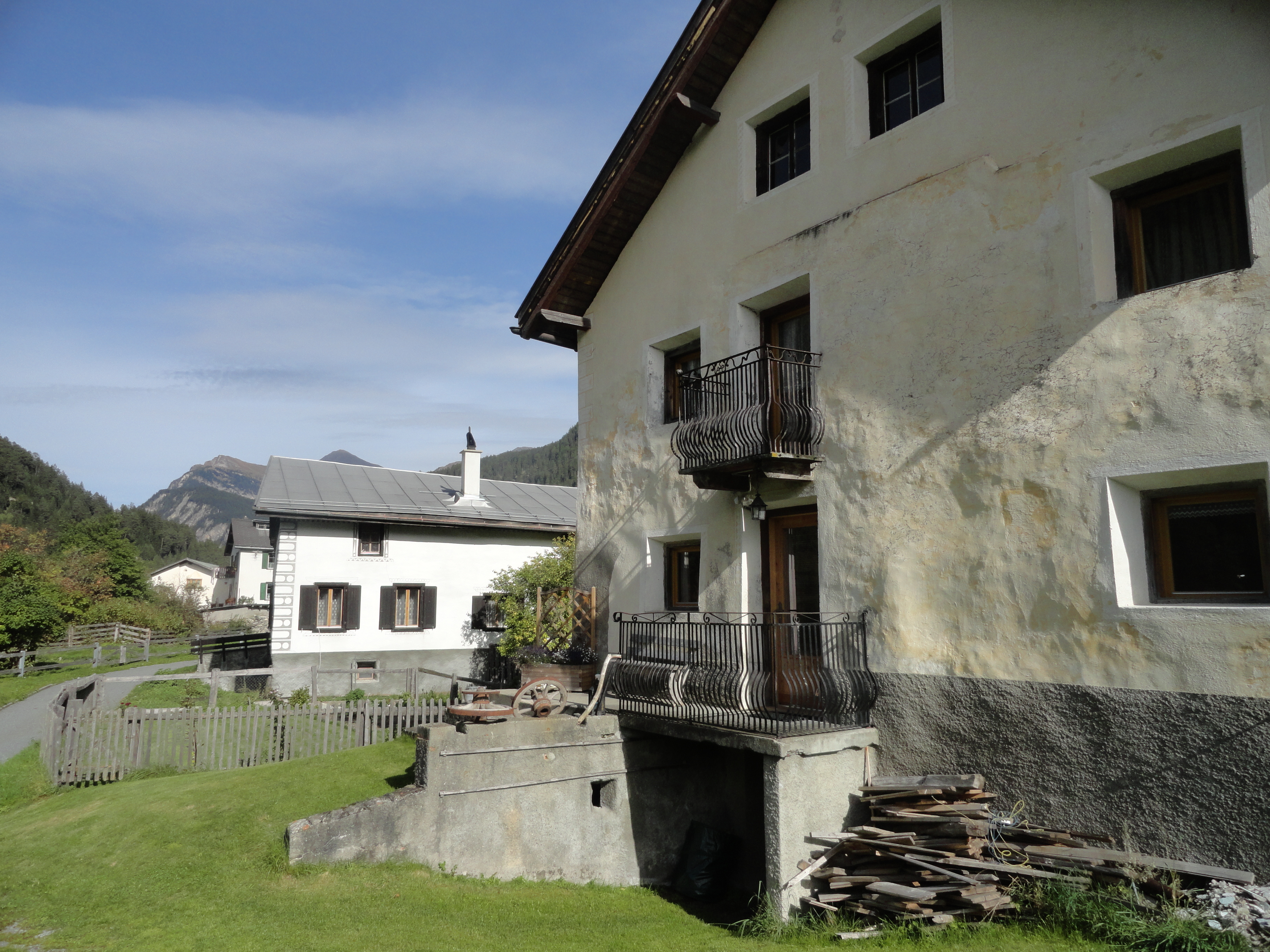
Häuser am Eingang des Weilers

## Geographie
Der Weiler liegt auf 1050 m ü. M. auf der rechten Seite des Inns zwischen Strada und Martina und besteht aus nur wenigen Engadinerhäusern und einem kleinen Gewerbegebiet.
Erschlossen wird Sclamischot von der Hauptstrasse 27 her durch eine asphaltierte Brücke, deren Überdachung eine Holzkonstruktion mit Walmdach ist. Sclamischot hat eine Postauto-Haltestelle an der Linie Scuol–Samnaun.

## Geschichte
Im Jahr 1891 brannten in Sclamischot 3 Häuser und 3 Ställe ab. Wohl auch, da Sclamischot das „Glück“ hatte, dass sich der Brand im schweizerischen Jubiläumsjahr 1891 ereignete, gingen zahlreiche Spenden aus dem In- und Ausland ein zur Bewältigung der Brandschäden. So sammelten zahlreiche schweizerische Konsulate im Ausland Spenden und es wurden Benefizkonzerte organisiert.